# 딘레
딘레(베트남어: Đinh Lễ / 丁禮 정례, ? ~ 1427년)는 제4차 중국의 베트남 지배 시기의 인물이다. 레러이가 이끄는 람선 봉기에 참여하여 장수가 되었다.

## 생애
딘레는 타인호아 토쑤언현(壽春縣) 사람으로, 레러이가 람선 봉기를 일으키자 오래지 않아 그에게 가서 의탁하였고, 사공(司空)으로 봉해졌다.
1425년, 레러이의 명을 받들어 연주(演州)를 공격하였다. 공교롭게 명나라의 장수 장웅이 군량선 300척을 이끌고 동관성(東關城, 현재의 하노이)에서 출발하는 것을 맞닥뜨렸고, 딘레는 매복하였다가 그를 공격해 패배시킨 뒤 군량선을 탈취하였고, 그들이 서도(西都)로 가는 것을 추격하였다. 레삿과 르우년쭈의 지원을 받아 서도성(西都城)을 포위 공격하였다.
1429년, 레러이가 명나라의 정예병이 모두 응에안에 있는 것을 보고 병사를 파견해 사방에서 공략하도록 하였다. 딘레, 응우옌씨는 레러이의 명을 받아 즉시 동관성을 공격하여 명나라군으로 하여금 다른 곳으로 가서 지원할 수 밖에 없게 하였다. 리찌엔은 왕통이 이끄는 명나라군을 공격하였으나 전투용 코끼리가 함정에 빠져 복병의 공격을 받아 패하였고, 고부(高部, 현재의 미르엉현, 쯔엉득현 일대에 위치)로 달아나서 사람을 타인담(清潭, 현재의 타인찌현)으로 파견해 딘레, 응우옌씨에게 구원을 청하였다. 왕통은 리찌엔의 군을 포위 공격하려고 했지만, 딘레가 복병을 설치하여 양면에서 협격해 왕통을 대패시키고 명나라의 상서(尙書) 진흡과 내관(內官) 이량을 참살하였다. 이것을 똣동-쭉동 전투라고 한다.
왕통은 도망쳐 동관성으로 돌아갔고, 이후 표면상으로 람선 봉기군과 평화 회담을 나눴으나 몰래 사람을 명나라로 보내 구원을 요청하였다. 1427년, 왕통은 출진하여 기의군의 장수 레응우옌(黎阮)을 떠이푸리엣(西扶烈, 현재의 타인찌현)에서 공격하였고, 응우옌씨와 딘레는 병사 500명을 이끌고 레응우옌을 구원하러 갔다. 병사가 적었기 때문에 도중에 왕통의 협격을 받았고, 딘레는 사로잡혀 이후 참수당했다.

## 참고 문헌
- 《월남사략》